# گریس کلی
گریس پاتریشیا کلی (به انگلیسی: Grace Patricia Kelly) ‏(زاده ۱۲ نوامبر ۱۹۲۹ – درگذشته ۱۴ سپتامبر ۱۹۸۲)، مدل، بازیگر مشهور هالیوود و برنده جایزهٔ اسکار و سپس با ازدواج با رینیهٔ سوم، حُکم‌ران شاهزاده‌نشین موناکو، ملکهٔ آن کشور و ملقب به عنوان سلطنتی گریس موناکو شد. بنیاد فیلم آمریکا او را به عنوان سیزدهمین زن افسانه بزرگ پرده سینما نامگذاری کرد.
انجمن فیلم آمریکا وی را از جملهٔ بزرگ‌ترین بازیگران زن تمامی دوران‌ها می‌داند. وی در فیلم‌های زیادی از آلفرد هیچکاک از جمله پنجره پشتی، ام را به نشانه مرگ بگیر، گرفتن یک دزد بازی کرده است که بیشتر شهرت خود در سینما را از این راه به دست آورده است.

## زندگی
گریس کلی در سال ۱۹۲۹ در فیلادلفیا پنسیلوانیا به دنیا آمد. پدرش جان بی. کلی قهرمان المپیک و فرزند مهاجری ایرلندی و میلیونری خودساخته بود و مادرش مارگریت کاترین دختر مهاجری آلمانی بود. دو خواهر و یک برادر داشت.
در دوازده سالگی در یکی از نقش‌های اصلی نمایشنامه‌ای ظاهر گشت. تحصیلات خود را در آموزشگاه راوینهال و مدرسه استیونس و آموزشگاه هنرهای دراماتیک نیویورک به پایان برد. مدتی به عنوان مدل مشغول کار شد. در سال ۱۹۴۷ به برادوی راه یافت و در نقش دختر ریموند ماسی در نمایش پدر اثر عمویش جرج کلی به روی صحنه رفت. در نمایش‌هایی چندی به ایفای نقش پرداخت و در چند نمایش تلویزیونی بازی کرد.

## فیلم‌ها

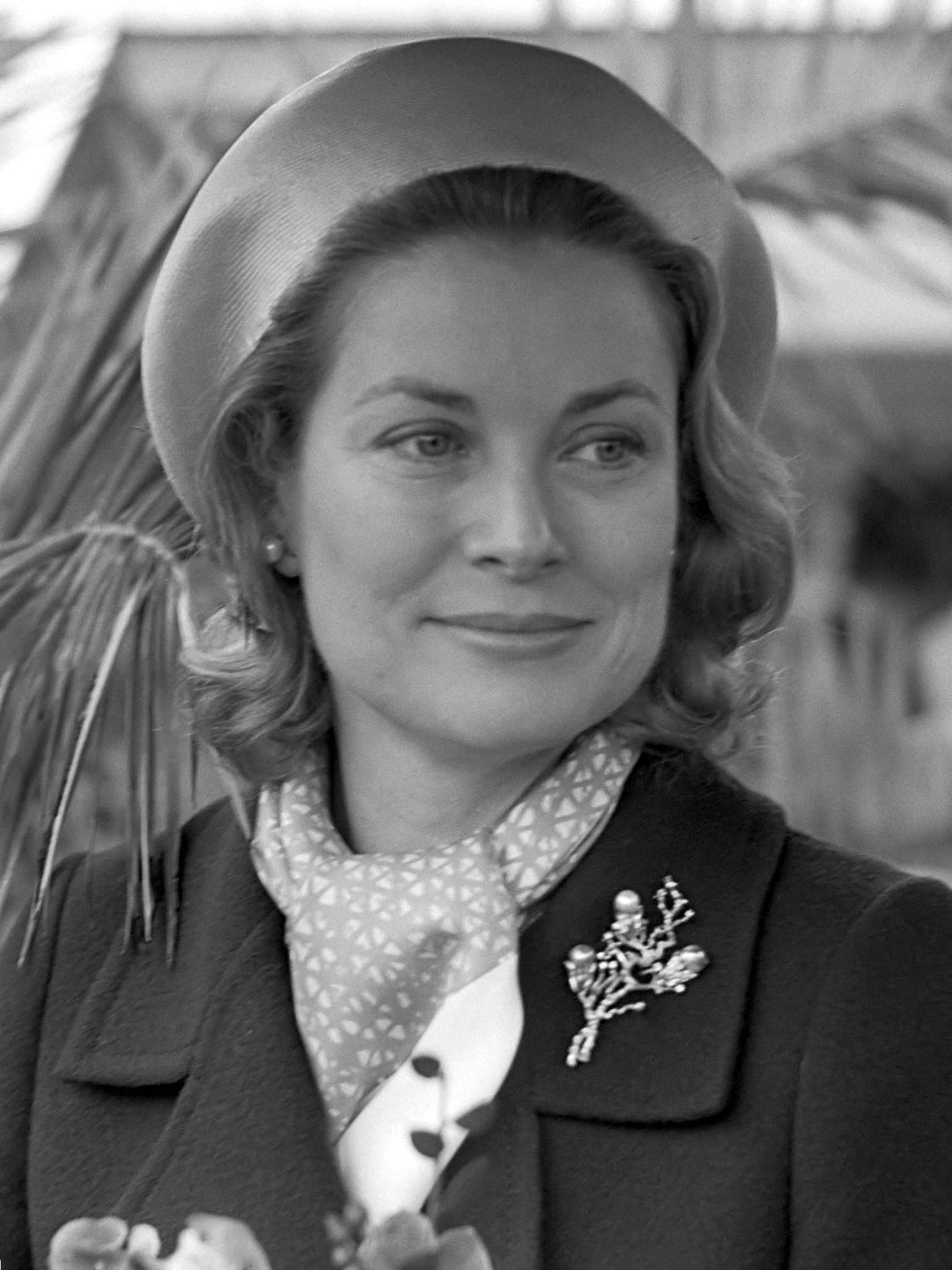
در سال ۱۹۷۲

موفقیت‌هایش در نمایش‌های تلویزیونی سبب شد تا در سال ۱۹۵۱ در اولین فیلمش چهارده ساعت به کارگردانی هنری هاتاوی در نقش کوچکی ظاهر شود. سال بعد در نقش ایمی کین در فیلم وسترن ماجرای نیمروز و در کنار گری کوپر و کارگردانی فرد زینه‌مان حضوری برجسته یافت و به بازیگری محبوب تبدیل گشت. در سال ۱۹۵۳ بازی در فیلم موگامبو در کنار کلارک گیبل و اوا گاردنر و کارگردانی جان فورد بر شهرت و محبوبیت او افزود.
در سال ۱۹۵۴ در فیلم ام را نشانه قتل بگیر به کارگردانی آلفرد هیچکاک بازی کرد. بازی در فیلم دختر روستایی در سال ۱۹۵۴ جایزهٔ اسکار را برای او به ارمغان آورد. در سال ۱۹۵۵ در دو فیلم گرفتن  یک دزد و پنجره پشتی به کارگردانی هیچکاک بازی کرد.

### فیلم‌شناسی

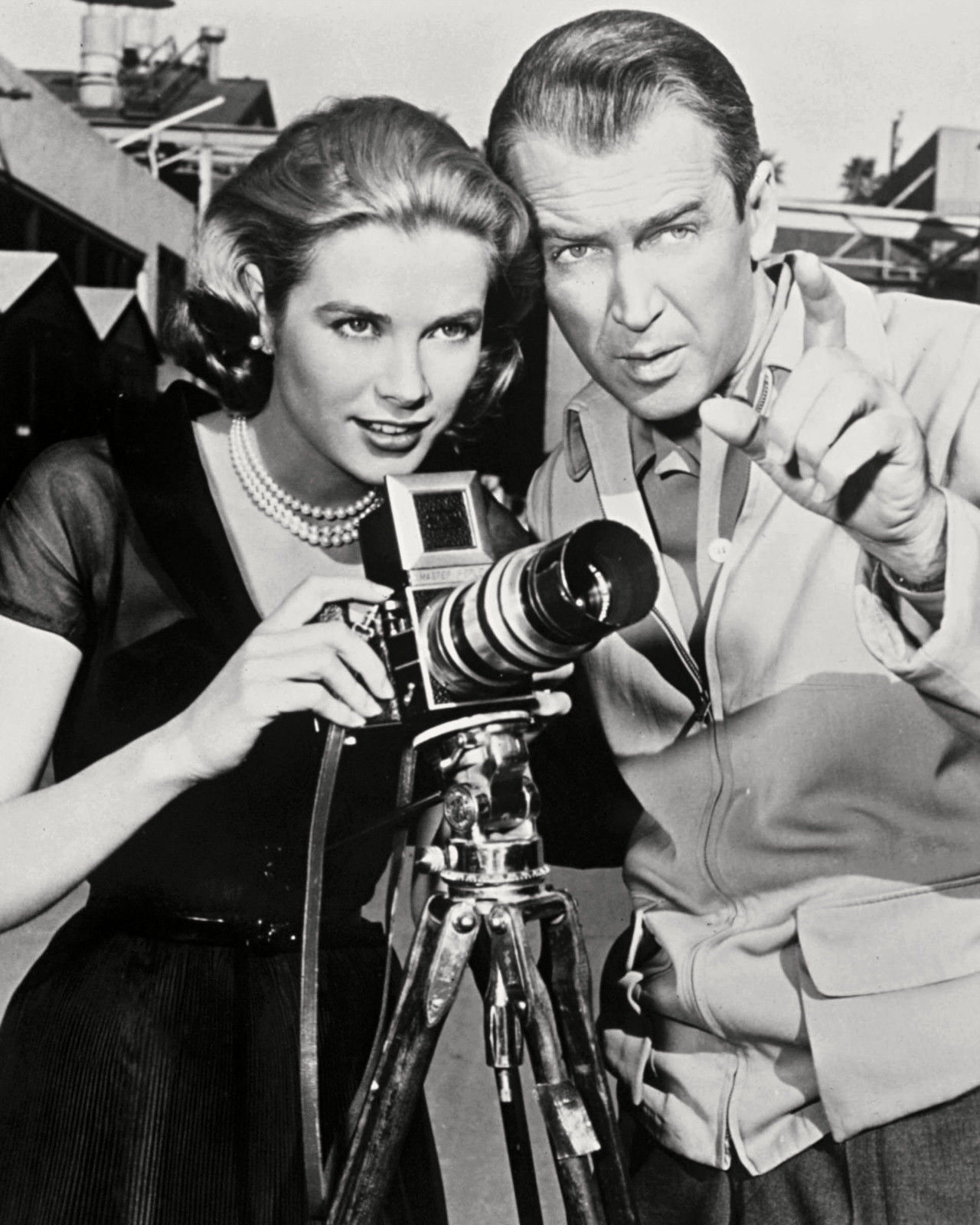
Grace Kelly and جیمز استوارت in a publicity photo for پنجره عقبی (۱۹۵۴)

| سال  | نام                            | نقش                 | یادداشت‌ها                                                     | Ref(s)        |
| ---- | ------------------------------ | ------------------- | ------------------------------------------------------------- | ------------- |
| 1951 | Fourteen Hours                 | Louise Anne Fuller  |                                                               | [ ۱۲ ]        |
| 1952 | نیمروز                         | Amy Fowler Kane     |                                                               | [ ۱۳ ]        |
| 1953 | موگامبو                        | Linda Nordley       |                                                               | [ ۱۴ ]        |
| 1954 | ام را به نشانه مرگ بگیر        | Margot Mary Wendice |                                                               | [ ۱۵ ]        |
| 1954 | پنجره عقبی                     | Lisa Carol Fremont  |                                                               | [ ۱۶ ]        |
| 1954 | پل‌ها در توکو-ری                | Nancy Brubaker      |                                                               | [ ۱۷ ]        |
| 1954 | دختر روستایی                   | Georgie Elgin       |                                                               | [ ۱۸ ]        |
| 1954 | آتش سبز                        | Catherine Knowland  |                                                               | [ ۱۹ ]        |
| 1955 | گرفتن یک دزد                   | Frances Stevens     |                                                               | [ ۲۰ ]        |
| 1956 | قو                             | Princess Alexandra  |                                                               | [ ۲۱ ]        |
| 1956 | قشر مرفه                       | Tracy Lord          |                                                               | [ ۲۲ ]        |
| 1956 | The Wedding in Monaco          | خودش                | فیلم مستند                                                    | [ ۲۳ ]        |
| 1959 | Glück und Liebe in Monaco      | خودش                | فیلم آلمانی‌زبان English title: "Happiness and Love in Monaco" | [ ۲۴ ]        |
| 1977 | The Children of Theatre Street | راوی                | فیلم مستند                                                    | [ ۲۵ ] [ ۲۶ ] |

## شاهدخت موناکو

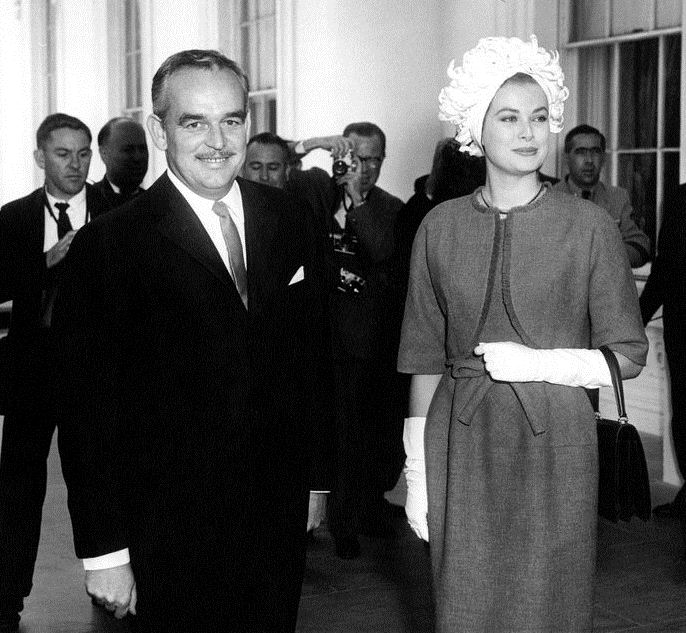
همراه با همسرش رینیه سوم، شاهزاده موناکو ۱۹۶۱ در کاخ سفید

با ازدواج با شاهزادهٔ موناکو در ۱۹ آوریل سال ۱۹۵۶ بازی در فیلم را کنار گذاشت. برای سال‌ها، نمایش و پخش فیلم‌های گریس کلی در قلمروی شاهزاده‌نشین موناکو، ممنوع بود.
گریس کلی در ۱۳ سپتامبر ۱۹۸۲ در حادثهٔ اتومبیل به‌شدت مجروح شد. او یک روز بعد و در سن ۵۲ سالگی در بیمارستانی که بعدها نام بیمارستان مرکزی شاهدخت گریس را بر آن نهادند، درگذشت.
گفته می‌شود که او قبل ازدواج، معشوقه آخرین شاه ایران، محمدرضا پهلوی بوده است.

## نگارخانه

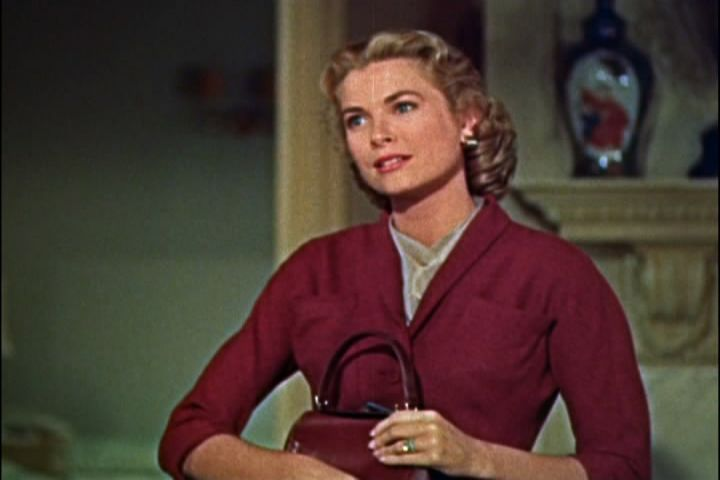
ام را به نشانه مرگ بگیر، ۱۹۵۴
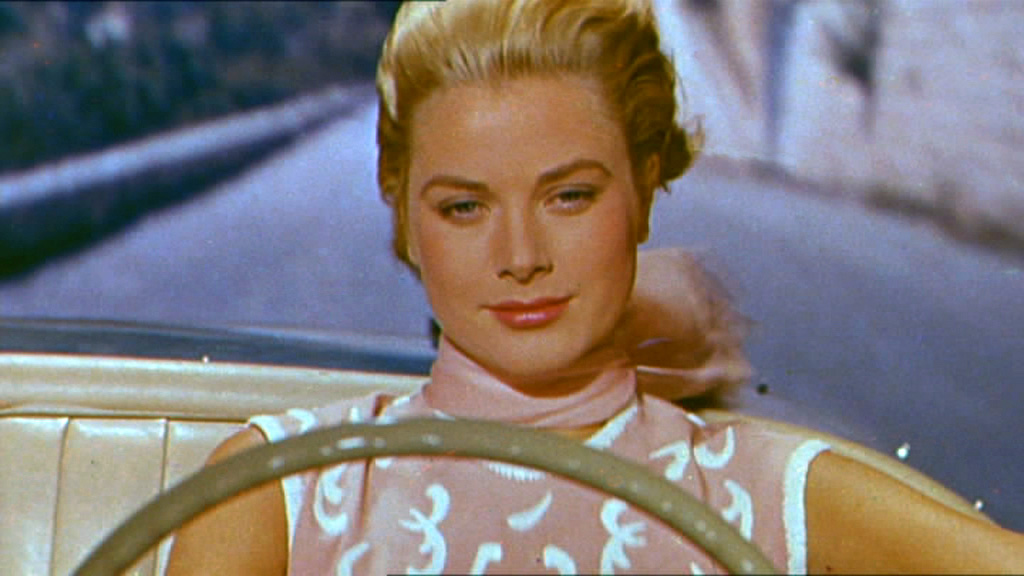
گرفتن یک دزد، ۱۹۵۵
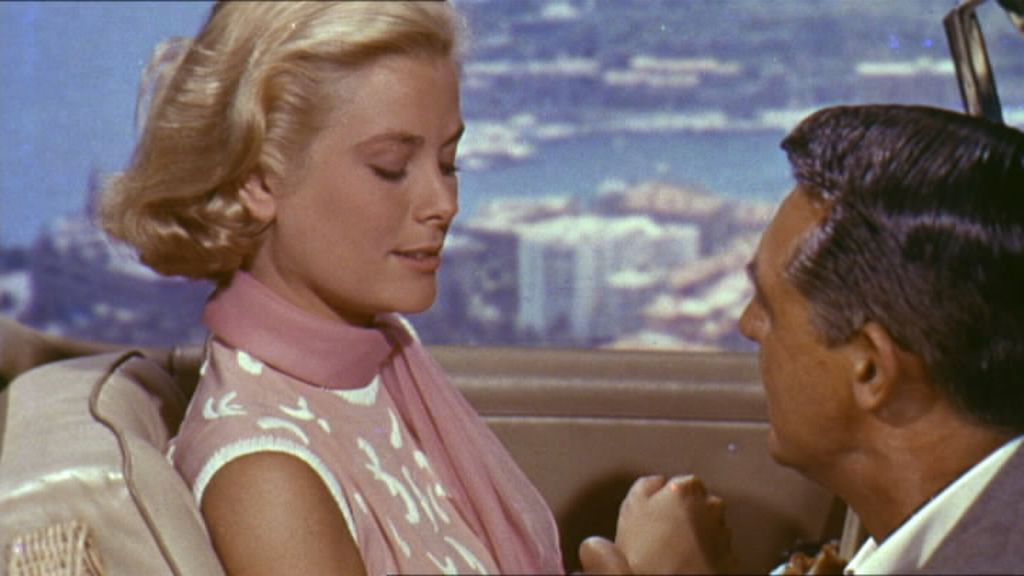
همراه کری گرانت در گرفتن یک دزد، ۱۹۵۵
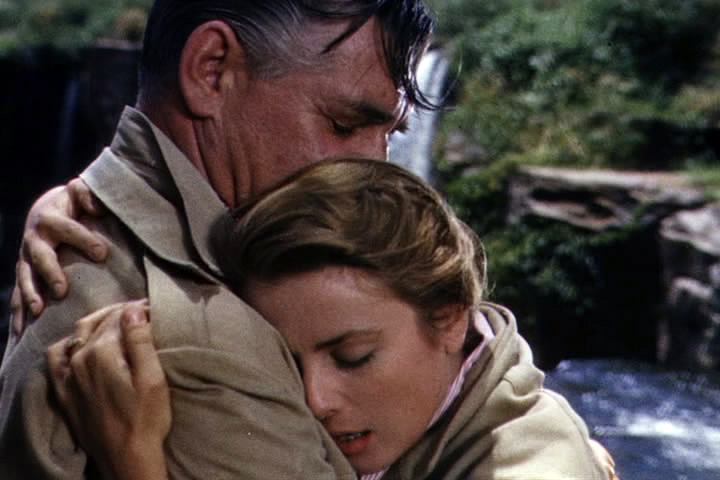
همراه کلارک گیبل در موگامبو، ۱۹۵۳
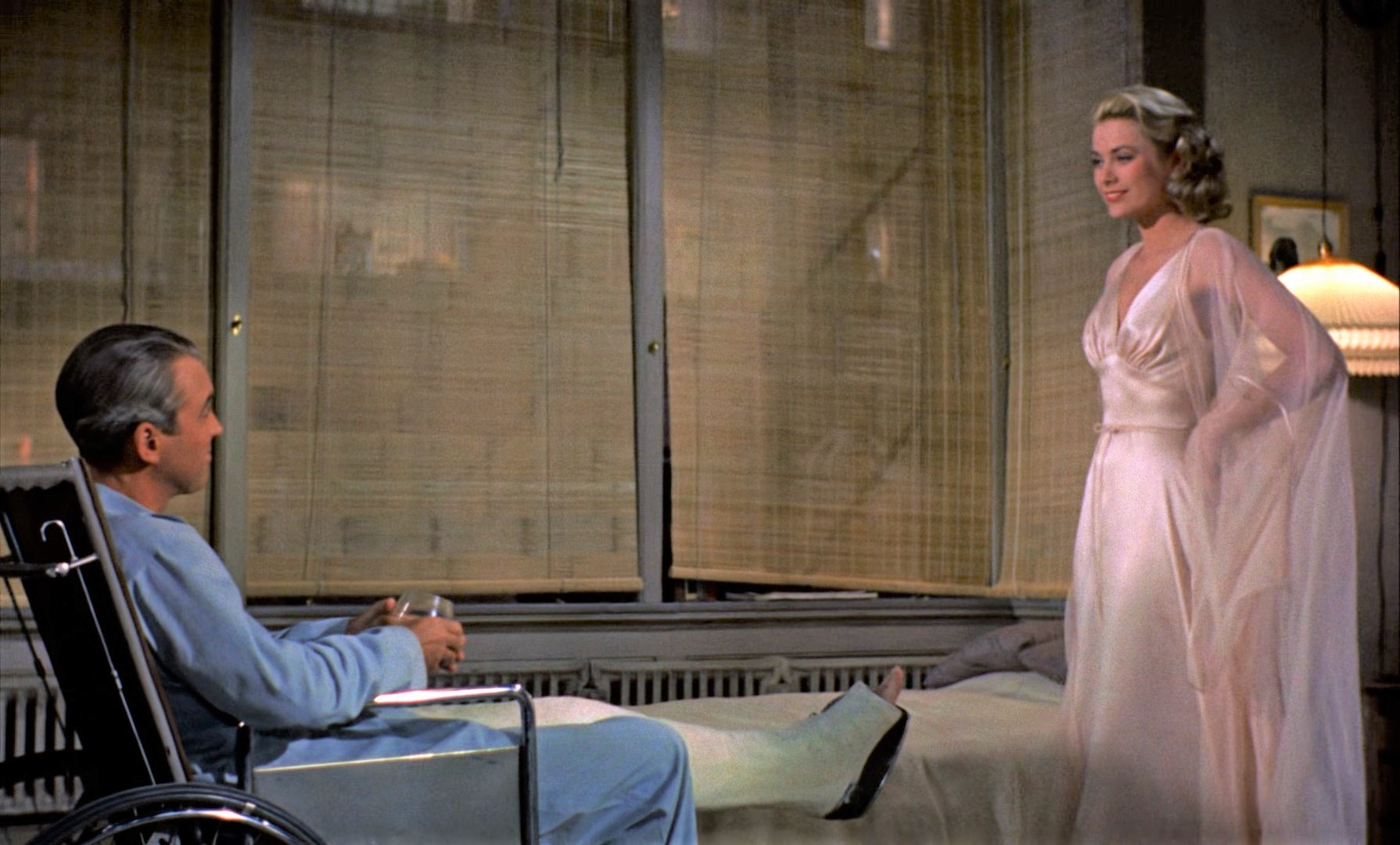
همراه جیمز استوارت در پنجره پشتی (فیلم)، ۱۹۵۴
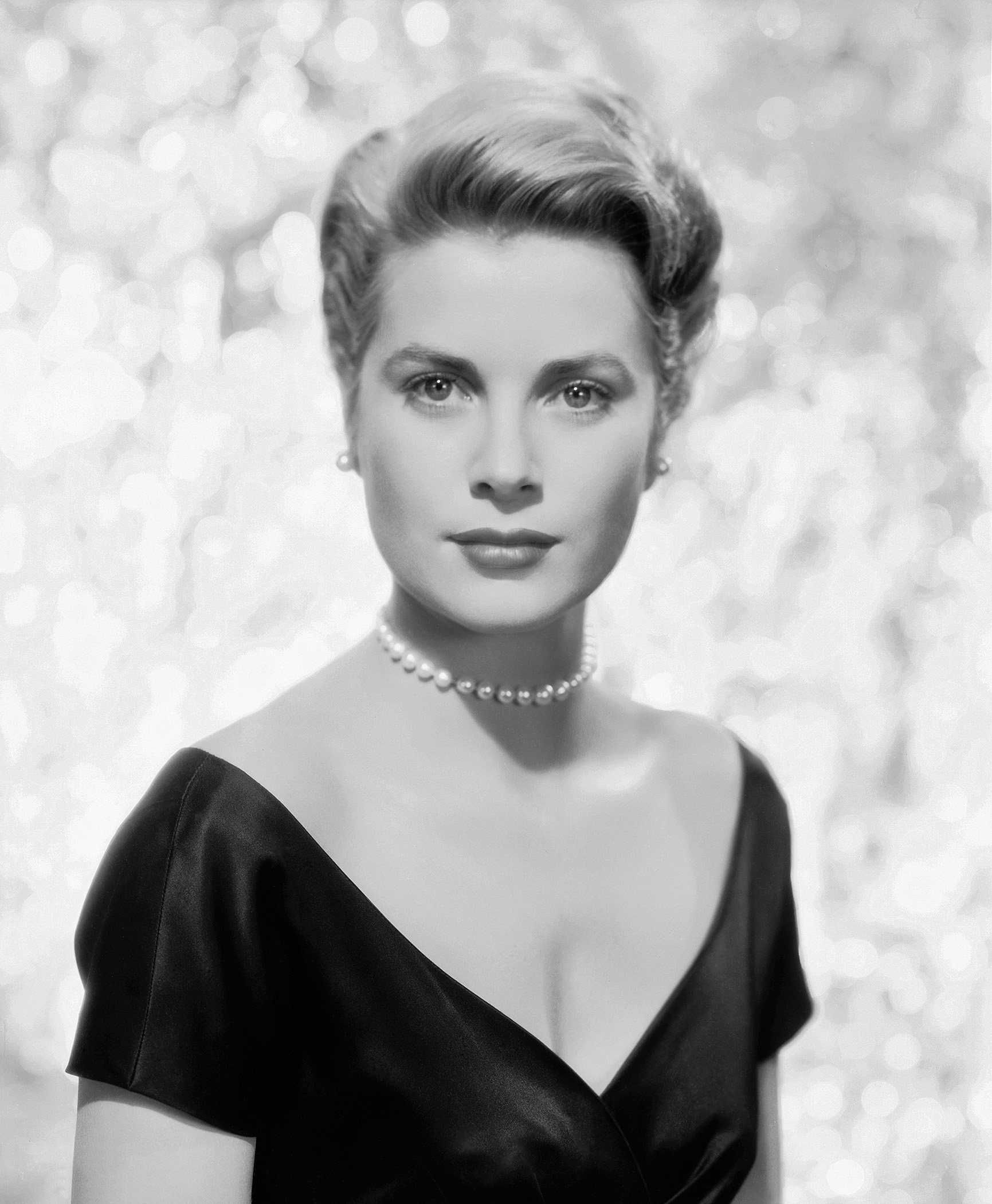
در سال ۱۹۵۵